# Kevi
Kevi (cyr. Кеви) – wieś w Serbii, w Wojwodinie, w okręgu północnobanackim, w gminie Senta. W 2011 roku liczyła 726 mieszkańców.